# Fide församling
Fide församling var en församling i Visby stift. Församlingen uppgick 2006 i Hoburgs församling.
Församlingskyrka var Fide kyrka.

## Administrativ historik
Församlingen har medeltida ursprung. 
Församlingen utgjorde på 1300-talet eget pastorat för att därefter till 1940 vara annexförsamling i pastoratet Grötlingbo och Fide. Från 1940 till 1962 var den annexförsamling i pastoratet Havdhem, Näs, Grötlingbo och Fide. Från 1962 till 2006 var församlingen annexförsamling i pastoratet Öja, Hamra, Vamlingbo, Sundre och Fide. År 2006 uppgick församlingen i Hoburgs församling tillsammans med övriga församlingar i pastoratet.
Församlingskod var 098088.